# Caza del lobo

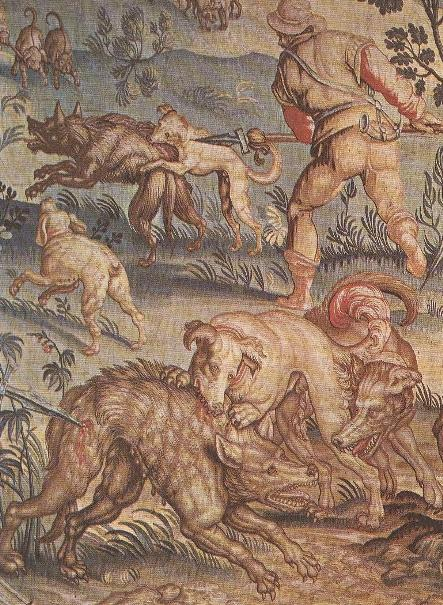
Tapiz que representa una caza de lobos florentina (c.). Galería Uffizi.

La caza de lobos es la práctica de cazar lobos grises (Canis lupus) u otras especies de lobos. Los lobos son cazados principalmente por deporte, por su piel, para proteger el ganado y, en algunos casos raros, para proteger a los humanos. Los lobos han sido cazados activamente desde hace 8,000 a 10,000 años, cuando empezaron a representar una amenaza para el ganado vital para la supervivencia de las comunidades humanas neolíticas. Históricamente, la caza de lobos fue una enorme operación de capital y mano de obra intensiva. La amenaza que los lobos representaban tanto para el ganado como para la gente se consideraba lo suficientemente importante como para justificar el reclutamiento de aldeas enteras bajo amenaza de castigo, a pesar de la interrupción de las actividades económicas y la reducción de impuestos. La caza de lobos grises, aunque originalmente fue respaldada activamente en muchos países, se ha convertido en un tema controvertido en algunas naciones. Los opositores lo consideran cruel , innecesario y basado en ideas erróneas, mientras que los defensores argumentan que es vital para la conservación de los rebaños de caza y como control de plagas.